# Fallenia fasciata
Fallenia fasciata is een vliegensoort uit de familie van de Nemestrinidae. De wetenschappelijke naam van de soort is voor het eerst geldig gepubliceerd in 1805 door Johann Christian Fabricius.